# Karla Black
Karla Black (* 1972 in Alexandria) ist eine schottische Künstlerin, die experimentelle, raumfüllenden Skulpturen schuf. Sie verwendet alltägliche Materialien wie Puder, Seife oder Make-Up, um Werke zu schaffen, die sich zwischen Malerei, Skulptur und Installation bewegen. Dabei spielt die physische Wahrnehmung eine zentrale Rolle. Sie hatte Ausstellungen in Museen wie der Tate Gallery und dem Guggenheim Museum.
Sie vertrat Schottland bei der 54. Biennale von Venedig und wurde 2011 für den Turner-Preis nominiert.

## Werdegang
Karla Black wurde 1972 in Alexandria, Schottland, geboren. Sie studierte Bildende Kunst an der Glasgow School of Art, wo sie 1999 ihren Bachelor of Arts (Hons) in Bildhauerei erwarb. Anschließend absolvierte sie von 1999 bis 2000 einen Master of Philosophy im Bereich Art in Organisational Context sowie einen Masterabschluss in Bildender Kunst von 2002 bis 2004. Heute lebt und arbeitet sie in Glasgow.

## Künstlerische Arbeit
Karla Black arbeitet mit alltäglichen Materialien wie Gips, Zellophan oder Make-Up und entwickelt daraus großformatige, oft fragile Skulpturen. Ihre Arbeiten sind prozesshaft und ortsspezifisch, da sie sich an die jeweilige räumliche Umgebung anpassen. Im Mittelpunkt ihrer Arbeit steht die Materialität und die physische Wahrnehmung. Blacks Werke sind angelehnt an die Minimal- und Konzeptkunst der 1960er und 1970er Jahre, gleichzeitig erweitert sie den klassischen Begriff der Skulptur durch ihre experimentelle Vorgehensweise.
Ihre Skulpturen stehen in direktem Bezug zu den Räumen, in denen sie ausgestellt werden, und nehmen diese oft vollständig ein. Ihre Arbeiten reichen von filigranen, hängenden Konstruktionen aus Zellophan, Papier oder Polyethylen, die mit Bändern oder Klebeband befestigt sind, bis hin zu großflächigen Bodeninstallationen aus Materialien, wie Gips oder Kreidepulver. Häufig wird dadurch ein Widerspruch zwischen der raumgreifenden und gleichzeitig fragilen Wirkung erzeugt.
In ihrem kreativen Prozess spielen die physischen Eigenschaften der Stoffe eine zentrale Rolle. Ihre Werke entstehen direkt im Ausstellungsraum, wobei die Materialien geschichtet und kombiniert werden. Black betrachtet die direkte Arbeit mit dem Material als eine Form der Kommunikation und als Weg, ihre Umgebung besser zu verstehen.
Blacks skulpturale Arbeit wird sowohl von kunsthistorischen Traditionen als auch von ihrem Interesse an psychoanalytischen Theorien geprägt. Besonders die Forschungen von Melanie Klein (1882–1960), die sich mit frühkindlicher Entwicklung beschäftigte, haben Einfluss auf ihre künstlerische Arbeit.

## Ausstellungen und Sammlungen
Karla Black hatte Einzelausstellungen in internationalen Museen und Kunstinstitutionen, darunter die Schirn Kunsthalle Frankfurt (2019), die Scottish National Gallery of Modern Art in Edinburgh (2016) und das Dallas Museum of Art (2012). Ihre Werke wurden zudem in zahlreichen Gruppenausstellungen gezeigt, unter anderem im Centre Pompidou in Paris (2016), im Museum Ludwig in Köln (2012), und in der Tate Britain in London (2009).
Ihre Arbeiten befinden sich in Sammlungen bedeutender Institutionen wie der Tate in London, der Solomon R. Guggenheim Foundation in New York und der Scottish National Gallery of Modern Art in Edinburgh.